# لجنة بيانات العلوم والتقنية
تشكلت لجنة بيانات العلوم والتقنية (CODATA) في عام 1966 كلجنة شاملة للعلوم المختلفة في إطار المجلس العالمي للعلوم. وهي تعتني بتجميع البيانات الهامة والثوابت، وتقييمها، وتخزينها، والمحافظة عليها في مجالات العلوم والتقنية.
ثم تشكلت مجموعة عمل «كوداتا» CODATA للثوابت الطبيعية عام 1969 بغرض إمداد العاملين في البحث العلمي والتقنية على مستوى العالم بأدق قيم الثوابت الطبيعية، ومعاملات التحويل المعترف بها عالميا بصفة دورية. وقد تم نشر أول موسوعات كوداتا عام 1973، ثم أعيد نشرها بعد تقنينها في السنوات 1986، و1998 ، و2002 ، ونشرت الموسوعة الخامسة نتمنها عام 2006.
وقد نشرت القيم المطلوبة من كودانا للثوابت الأساسية الفيزيائية في مراجع المعهد الوطني للمعايير والتقنية NIST ب الولايات المتحدة الأمريكية.
وهي تحوي الثوابت الفيزيائية والوحدات، ومقادير الدقة في تعيينها.

كما تقيم  لجنة بيانات العلوم والتقنية  منتدى عالمي عن الثوابت والوحدات مرة كل سنتين.

## اقرأ أيضا
- المعهد الوطني للمعايير والتقنية